# Emil Abderhalden
Pour les articles homonymes, voir Abderhalden.
Emil Abderhalden, né le 9 mars 1877 à Oberuzwil et mort le 5 août 1950 à Zurich, est un biochimiste et physiologiste suisse qui travailla principalement sur l'alimentation et le métabolisme.

## Biographie
Entre 1931 et 1950 il fut président de l'Académie allemande des sciences Leopoldina. Nombre de ses découvertes se révélèrent n'être en fait que des fraudes, comme sa théorie sur la présence chez l'homme d'enzymes de défense contre des protéines étrangères et son test sanguin de grossesse.
Il est enterré au cimetière de Fluntern à Zurich.

## Sources
- Firkin, B. G. & Whitworth, J. A. (1987): Dictionary of Medical Eponyms. Parthenon Publishing.  (ISBN 1-85070-333-7)